# دستمزد
دست‌مزد، جبران خدمت و پرداختی است که عمدتاً به صورت مالی و در ازای کار کارگران به آن‌ها پرداخت می‌شود. جبران خدمت به شکل دست‌مزد به کارگران و به صورت حقوق و مزایا به کارمندان پرداخت می‌شود. جبران خدمت منافع پولی است که در قبال خدمت ارائه شده توسط کارکنان به آن‌ها پرداخت می‌شود.
مبنای محاسبه دست‌مزد ساعت است که متفاوت است از حقوق که پرداخت‌هایی ماهانه است. دست‌مزد رایج‌ترین شیوه پرداخت به کارگران و حقوق متداول‌ترین شیوه پرداخت به کارمندان است.